# Annika Smith
Annika Smith (født 11. juli 1976 i Glostrup) er en dansk politiker og meningsdanner. Hun er medlem af Socialistisk folkeparti (SF) og blev valgt til Borgerrepræsentationen Københavns Kommune for partiet ved kommunalvalget i 2017. Her er hun nu medlem af Socialudvalget.

## Politik og virke
Annika Smith er uddannet sociolog fra Aalborg Universitet og har i sin tid i SF haft flere tillidsposter og siddet i det ledende organ, Landsledelsen. I november-december 2013 sad hun i Folketinget som stedfortræder for Villy Søvndal. Smith var kendt som en markant profil, da hun f.eks. sammen med Villy Søvndal tilbage i 2007 skrev en fælles kronik, der slog et slag for at skrive tortur ud af den danske straffelov. Smith har været ansat som rådgiver i FN og EU og er i dag chefkonsulent i Udenrigsministeriet indenfor området Arktis og Nordamerika. Hun er fast klummeskribent for Jyllands-Posten.
Annika Smith er født i Glostrup, men har haft sin tidlige barndom på Færøerne, indtil hun flyttede til Danmark som 8-årig.